# 如何建立機器人軍隊
《如何建立機器人軍隊：對抗外來侵略者、忍者、怪獸和殭屍以保衛地球的技巧》（英語：How to Build a Robot Army: Tips on Defending Planet Earth Against Alien Invaders, Ninjas, Monsters, and Zombies）是一本諷刺性質的紀實文學，由丹尼爾‧H‧威爾遜(Daniel H. Wilson)所撰寫，在2007年12月於美國出版，由布魯姆斯伯里出版社出版發行。

## 摘要
本書為虛構作品，不過基於作者的工程學專業，亦有部份的資訊是建立在現實基礎上的。本書的內容包含在家製造機器人以對抗外星人，也包含其他傳統的怪物，例如吸血鬼或哥吉拉就寫在本書的章節〈如何殺死一個吸血鬼家族〉以及〈如何擊退哥斯拉〉中。本書聲稱其可以「使你完全準備好應對」。雖然Annalee Newitz可能會希望不同，並認為地球在物理上無法準備好應對任何種類的外星人攻擊」 。
儘管書中帶有世界末日的氛圍，它卻是一本易於閱讀的書籍。全書都是簡潔明了的要點，幾乎沒有華麗的語言，但卻融合了許多幽默。每一部分都在描述所面臨的攻擊類型以及參與的怪物。接著探討如何重新編程一個典型的個人機器人以應對這些情況。這種重新編程雖然深入，但又易於理解，提供了針對敵對情況的實用建議。

## 與科幻小说的关联性
本書與作者的其他作品類似，具備有一定程度的準確性、建立在現實基礎上的資訊。包括作者在書中的多段章節中都以正確的方式敘述如何重新編輯各式各樣的機器設備。本書在美國頗受到年輕讀者歡迎，在2009年獲得由美國圖書館協會授予「2009年不願意閱讀的青少年讀者的快速選擇」。显然，该书得到孩子们的阅读，是因为它很容易被孩子们接受。
正如蘇珊‧李‧斯圖爾特(susan lee Stutler)在她的文章〈從暮光之城到阿凡達：科幻小說激發資優學習者的智力、觸動情感並激發他們的想像力〉(From the Twilight Zone to Avatar: Science Fiction Engages the Intellect, Touches the Emotions, and Fuels the Imagination of Gifted Learners)所説的：「科幻小說融入智慧，觸動情感，推動具有資質的學生的想像力 科幻小说是有趣的，不仅有天赋的学生，所有儿童也因为"科幻小说充满了连接到现实世界」和大量的层内的每一个故事。 本書並非是一本單純教授如何撰寫機器人的程式碼的教學書，其中的許多故事都牽涉到人工智慧。带来了Stutler再次科幻小说显然是这样的：「先进的技术，人工智能超感官知觉，心灵控制，奇妙的未来的世界，反乌托邦社会里，陌生的外星人，勇敢的旅行通过时间和空间，大规模灾难，并解决问题，用它来—这些是科幻小说。」 和威尔逊是 如何建立机器人军队 包括所有这些和更多，更多的是哥斯拉。

## 奖项
- 由美国图书馆协会選为 "2009年不願意閱讀的年輕成人讀者的快速選擇。"